# David Emig
David Emig (* 1971 in Rostock) ist ein deutscher Schauspieler. 

## Werdegang
Emigs Eltern gingen 1972 durch ihre Schauspielerei nach Rudolstadt ans Theater. Er wuchs auf zwischen Erfurt, Weimar und Arnstadt. 1995 begann er an der Hochschule für Schauspielkunst „Ernst Busch“ Berlin, Schauspiel zu studieren. Nach bestandenem Studium folgten Engagements am Hans Otto Theater in Potsdam und am Mecklenburgischen Staatstheater Schwerin sowie am Theater Magdeburg.
Erste Theaterarbeiten absolvierte Emig mit Regisseuren wie Martin Meltke, Ekkehard Emig, Matthias Kubusch, Alexander Havemann, Peter Schubert und Rolf Winkelgrund. 
Nach vier Spielzeiten am Hans Otto Theater wurde Emig von Peter Dehler am Mecklenburgischen Staatstheater Schwerin von 2002 bis 2009 engagiert. Weitere Engagements führten ihn an das Theater Magdeburg zu Jan Jochimsky. Unter der Regie von Alexander Havemann, Claudia Bauer, Christian Kuchenbuch, Alexander Lang, Martin Meltke, Robert Schuster, Uta Koschel, Enrico Stolzenburg, Herbert Olschok, Jan Jochimsky, Alejandro Quintana, Henriette Hörnig, Alexander Marusch, Martin Nimz, Ralph Reichel und Tilman Gersch sammelte Emig zahlreiche Theatererfahrungen. 2006 führte er Regie am Schweriner Theater für das Stück Welche Droge passt zu mir (Autor: K. Hensel) mit Katrin Huke in der Hauptrolle. Neben seinem Bühnenschauspiel war Emig auch bei Fernsehserien und Spielfilmen involviert. In der Spielzeit 2015/16 war Emig unter anderem wieder am Mecklenburgischen Staatstheater Schwerin in Ibsens Volksfeind sowie in Mrożeks Tango zu sehen.

## Theaterrollen (Auswahl)
- Spieler in Der Spieler, Regie: Claudia Bauer
- Woyzeck in  Woyzeck,  Regie: Henriette Hörnigk
- Edgar in King Lear,  Regie: Peter Dehler
- Carlos in Don Carlos, Regie: Alejandro Quintana
- Laertes in Hamlet,  Regie: Vera Herzberg
- Romeo in Romeo und Julia, Regie: Martin Meltke
- RiffRaff in  Rocky Horror Show, Regie: Ralph Reichel
- Schwein in  Disco Pigs,  Regie: Sascha Hawemann
- Kurt in Der Totentanz,  Regie: Sascha Hawemann
- Chick Treibgut,  Regie: Henriette Hörnigk
- Dichter in Ein Traumspiel,  Regie: Alexander Lang
- Michael in Das Fest,  Regie: Matthias Brenner
- Aighistos in Orestie,  Regie: Tilman Gersch
- Melchior in Frühlingserwachen, Regie: Philip Besson
- Orest in Orestes,  Regie: Martin Meltke
- Hjalmar in „Die Wildente“,  Regie: Peter Dehler
- Mauler in Die heilige Johanna der Schlachthöfe,  Regie: Martin Nimz
- Josef Thura in Noch ist Polen nicht verloren, Sein oder Nichtsein Regie: Uta Koschel
- Polizist in Sonnenallee,  Regie: Jan Jochymski
- Geirr in Die Kunst des negativen Denkens,  Regie: Jan Jochymski
- Gunnar in Adams Äpfel,  Regie: Alexander Marusch
- Mick in Der Hausmeister,  Regie: Christian Kuchenbuch
- Kasimir in Kasimir und Karoline,  Regie: Ralph Reichel
- Ian in Kriegen,  Regie: Tomas Schweigen
- Prof. Kuckuck in Felix Krull, Regie: Martin Nimz
- Pinneberg in Kleiner Mann was nun?,  Regie: Enrico Stolzenburg
- Thomas Stockmann in Ein Volksfeind, Regie: Ralph Reichel
- Stomil in Tango,  Regie: Ralph Reichel

## Filmografie
- 1996: ARD/ZDF Auf eigene Gefahr (eine Episode)
- 1997: Leben in Angst
- 2010: Irgendwann einmal (Kurzfilm)
- 2010: Hilf dir selbst
- 2013: Der Tropfen (Kinofilm)
- 2014: Merry Xmess (Kurzfilm)